# Kepler-92d
Kepler-92d es un planeta extrasolar que forma parte de un sistema solar formado por al menos tres planetas. Orbita la estrella denominada Kepler-92. Fue descubierto en el año 2015 por la sonda Kepler por medio de tránsito astronómico.